# Lisoclina
A lisoclina é a profundidade sob a qual a maior parte dos carbonatos dos sedimentos do solo oceânico se dissolve.
Neste nível apenas ficam sem dissolver os carbonatos mais resistentes, como os foraminíferos calcários, razão pela qual nos sedimentos ainda há restos de carbonatos. Há um segundo nível, o chamado "nível de compensação da calcita" ou "profundidade de compensação da calcita" (NCC/PCC, ou CCD: do inglês Calcite Compensation Depth), mais profundo, no qual a totalidade dos carbonatos se dissolve.

## Profundidade
Em  geral, a lisoclina encontra-se atualmente entre 3.000 e 5.000 metros de profundidade, cifra similar à média de profundidade dos oceanos. A lisoclina pode variar segundo múltiplos fatores, tais como a concentração de CO2, o nível de acidez das águas ou a latitude, sendo que, em lugares como a Antárctida,  situa-se a apenas algumas centenas de metros sob a superfície.
A necessidade de uma determinada profundidade para a dissolução de carbonatos deve-se à sua solubilidade, que  aumenta à medida que diminui a temperatura e  aumenta a pressão. É precisamente em razão dessa dependência da temperatura que a lisoclina e a PCC não são paralelas no oceano, estando geralmente a PCC mais afastada da lisoclina no centro da bacia oceânica e perto das margens.
Porém, em outras épocas, a lisoclina sofreu variações importantes, como, por exemplo, há 55 milhões de anos, durante o máximo térmico do Paleoceno-Eoceno, quando se elevou drasticamente em todo o planeta, devido ao aumento da temperatura e do CO2.